# Erwin Drèze
Erwin Drèze (Ciney, 27 november 1960 – 18 maart 2020) was een Belgisch striptekenaar. Hij tekende onder meer aan een aantal reeksen van Jacques Martin te weten De reizen van Alex en Lefranc.

## Carrière
Midden jaren zeventig van de 20e eeuw bezocht Drèze al het atelier van Raymond Macherot, al begon zijn formele opleiding bij Studio Aidans, waar hij Dic Dinn tekende voor Vers l'Avenir. Daarna werkte hij bij het stripblad Kuifje tot het midden van de jaren tachtig. Hij tekende onder meer de strip Louis Valmont op scenario van Bom.
In 1998 maakte hij illustraties voor een serie over Arsène Lupin samen met André-Paul Duchâteau, uitgegeven door Soleil. In 2000 tekende hij de biografie van Dom Columba Marmion op scenario van Benoît Despas en Paule Fostroy getiteld Miracle à Maredsous. Vanaf 1998 was hij een regelmatige medewerker voor het tijdschrift Tournesol, gericht op kinderen over de Bijbel.
In 2006 ging Drèze samenwerken bij het team van Jacques Martin. Hij assisteerde André Taymans bij het tekenen van een aantal albums voor de reeks Lefranc, te weten De meester van het atoom (2006), Londen in gevaar (2008) en De vervloeking (2010). In 2008 tekende hij de illustraties voor het album China in de educatieve reeks De reizen van Alex.
In 2011 deed hij de achtergronden voor Taymans in diens serie Caroline Baldwin.
Hoewel Drèze gespecialiseerd is in de klare lijn werd hij in 2007 benaderd door Éditions Flouzemaker om nieuwe verhalen te tekenen in de gagstrip Minnolt, bedacht door zijn voormalige mentor Raymond Macherot.
Hij overleed op 59-jarige leeftijd aan een hersentumor.